# Begonia pseudomuricata
Espèce
Begonia pseudomuricata est une espèce de plantes de la famille des Begoniaceae. L'espèce fait partie de la section Jackia.
Elle a été décrite en 2009 par Deden Girmansyah (2009).